# Imokawa Mukuzo - Genkanban no maki
L'histoire du concierge Mukuzo Imokawa (芋川椋三玄関番の巻 ou 芋川椋三玄関番之巻, Imokawa Mukuzō Genkanban no Maki) est le premier film d'animation japonais. Il a été réalisé par Oten Shimokawa (下川凹天, Shimokawa Ōten) en janvier 1917.

## Contexte
En avril 1914, un film d'animation français créé par Émile Cohl, Fantasmagorie, est diffusé au Japon sous le titre Dekobō no Shin-gachō (凸坊の新画帳, Dekobō no Shin-gachō). C'est le premier dessin animé à être diffusé dans le pays.
L'industrie cinématographique japonaise décide alors de s'en inspirer, et se lance dans l'étude des techniques d'animation. En 1915, la société Nikkatsu Corporation charge Seitarō Kitayama (北山清太郎, Kitayama Seitarō), un peintre, d'étudier le domaine de l'animation dans le but de produire un film. L'année suivante, c'est au tour de la Tenkatsu de se pencher sur le sujet, avec cette fois un mangaka : Oten Shimokawa (下川凹天, Shimokawa Ōten). Enfin, Kobayashi Shokai se lance dans la course avec un autre mangaka du nom de Jun'ichi Kōchi (幸内純一, Kōuchi Jun'ichi).
Parmi ces trois projets de production, c'est le film de Tenkatsu qui sort le premier en janvier 1917, réalisé par Oten Shimokawa et intitulé L'histoire du concierge Mukuzo Imokawa. Il est en effet diffusé quelque temps dans les cinémas par la production, devenant le premier film d'animation du Japon. Cependant, la pauvreté de l'animation fut remarquée et Shimokawa lui-même fut déçu.
Quatre mois plus tard, en mai 1917, le film Sarukani gassen (猿蟹合戦, Sarukani Gassen), dirigé par Kitayama pour Nikkatsu, est aussi achevé. Quelques mois plus tard encore sort le film de la Kobayashi Shōkai produit par Junichi Kouchi : Hanawa Hekonai meitō no maki (塙凹内名刀之巻, Hanawa Hekonai Meitō no Maki).

## Contenu
De nos jours, étant donné qu'il ne subsiste aucune bande ou photographie du film, le contenu exact ou les techniques d'animation utilisés sont inconnus. Certains spéculeront par exemple que Shimokawa dessinera les scènes à la craie sur un tableau, effaçant et redessinant en fonction des mouvements. D'autres encore pensèrent qu'il imprimait les décors de fond sur papier avant de dessiner les personnages à la peinture blanche.
On sait cependant que le personnage du titre, Mukuzo Imokawa, a déjà été utilisé par l'auteur dans ses mangas.

## Le titre de "plus vieil anime" disputé
En juillet 2005, un vieux film d'animation a été trouvé à Kyoto. Ce film de trois secondes, non daté et ayant pour titre Images animées (活動写真, Katsudō Shashin), a été estimé comme étant antérieur de dix ans  à Imokawa Mukuzo. Mais ce concurrent supposé semblant avoir été fait pour un usage privé, Imokawa Mukuzo demeure le premier film d'animation commercial.

## Sources
- (en) Cet article est partiellement ou en totalité issu de l’article de Wikipédia en anglais intitulé « Imokawa Mukuzo Genkanban no Maki » (voir la liste des auteurs).